# Rufiji
Rufiji je rijeka u Tanzaniji. Nastaje spajanjem rijeka Kilombero i Luwegu u zapadnoj Tanzaniji, duga je oko 600 kilometara, dok je površina porječja 177.429 km². Prosječni istjek izmjeren 200 km uzvodno od ušća iznosi 792 m³/s, iako se sada procjenjuje da je zbog navodnjavanja u gornjem toku taj broj manji. Nakon stvaranja teče kroz Selous jedan od najvećih rezervata životinja u svijetu i Africi. Ulijeva se u Indijski ocean oko 200 km južno od Dar-es-Salaama nasuprot otoka Mafie. Na ušću rijeka tvori deltu u kojoj se nalazi najveća šuma mangrova na svijetu.
| Rijeka             | Površina km2 | Postotak površine | Postotak duljine |
| ------------------ | ------------ | ----------------- | ---------------- |
| Ruaha              | 83.970       | 47                | 15               |
| Kilombero          | 39.990       | 23                | 62               |
| Luwegu             | 26.300       | 15                | 18               |
| Rufiji (donji tok) | 27.160       | 15                | 5                |
| ukupno             | 177.429      | 100               | 100              |

## Vanjske poveznice
|  | Zajednički poslužitelj ima još gradiva o temi Rufiji |

- Karta rijeke Rufijia  Arhivirana inačica izvorne stranice od 13. kolovoza 2012. (Wayback Machine)